# Heteronyx horridus
Heteronyx horridus är en skalbaggsart som beskrevs av Blackburn 1888. Heteronyx horridus ingår i släktet Heteronyx och familjen Melolonthidae. Inga underarter finns listade i Catalogue of Life.